# Robert Coat
Robert Coat, né le 12 juillet 1901 à Lambézellec, et mort à Brest le 10 janvier 1970, est un footballeur français évoluant au poste de défenseur.

## Carrière
Robert Coat évolue à l'Association sportive brestoise de 1922 à 1923. Durant cette saison, il connaît sa première et unique sélection en équipe de France de football.
Il affronte sous le maillot bleu lors d'un match amical les Pays-Bas le 2 avril 1923. Les Pays-Bas s'imposent largement sur le score de huit buts à un.
Premier international français, issu du Stade brestois et de l'ASB, premier joueur breton portant le maillot de l'équipe de France.